# Bröllopsdagen
Bröllopsdagen är en svensk komedifilm från 1960 i regi av Kenne Fant. I rollernas ses bland andra Max von Sydow, Bibi Andersson och Edvin Adolphson.
Inspelningen ägde rum 1960 i Svenska AB Nordisk Tonefilms ateljéer i Stockholm. Manusförfattare var Lars Helgesson och manusövervakare Ingmar Bergman. Fotograf var Max Wilén och kompositör Lennart Fors. Filmen klipptes ihop av Carl-Olov Skeppstedt och premiärvisades den 3 oktober 1960 på biograf Sergel i Stockholm. Den var 89 minuter lång och tillåten från 15 år.
Bibi Andersson fick för sin rollprestation motta Chaplin-priset 1960.

## Handling
Anders och Sylvia ska gifta sig men väl vid altaret säger Sylvia nej och springer därifrån. Paret försonas sedan och försöker igen, men denna gången säger Anders nej. Sylvias föräldrar lägger sig i och paret försöker gifta sig en tredje gång, men förvägras detta av prästen som hänvisar till deras tidigare egendomliga uppträdande. Efter påtryckningar blir dock bröllopet till slut av.

## Rollista
- Max von Sydow – lektor Anders (Emil Fredrik) Frost, fil. dr, läroverkslärare
- Bibi Andersson – Sylvia (Elisabeth Victoria) Blom, jur. stud.
- Edvin Adolphson – Johannes Blom, Sylvias far
- Elsa Carlsson – Viktoria Blom, Sylvias mor
- Jullan Kindahl – tant Asta, Anders husföreståndarinna
- Allan Edwall – prästen
- Ragnar Falck – organisten
- Christina Schollin – Titti, förälskad i Anders